# Конный спорт на летних Олимпийских играх 1968
Соревнования по конному спорту на летних Олимпийских играх 1968 года проходили в выездке, троеборье и конкуре (как в личном, так и в командном зачёте).

## Общий медальный зачёт
| Место | Страна         | Золото | Серебро | Бронза | Всего |
| ----- | -------------- | ------ | ------- | ------ | ----- |
| 1     | Великобритания | 1      | 2       | 1      | 4     |
| 2     | ФРГ            | 1      | 1       | 2      | 4     |
| 3     | США            | 1      | 1       | 1      | 3     |
| 4     | Франция        | 1      | 1       | 0      | 2     |
| 4     | СССР           | 1      | 1       | 0      | 2     |
| 6     | Канада         | 1      | 0       | 0      | 1     |
| 7     | Австралия      | 0      | 0       | 1      | 1     |
| 7     | Швейцария      | 0      | 0       | 1      | 1     |

## Медалисты
| Дисциплина                     | Золото                                                                              | Серебро                                                                     | Бронза                                                                                          |
| ------------------------------ | ----------------------------------------------------------------------------------- | --------------------------------------------------------------------------- | ----------------------------------------------------------------------------------------------- |
| Выездка Личное первенство      | Иван Кизимов и Ихор СССР                                                            | Йозеф Неккерман и Mariano ФРГ                                               | Райнер Климке и Dux ФРГ                                                                         |
| Выездка Командное первенство   | ФРГ · Йозеф Неккерман и Mariano · Райнер Климке и Dux · Лизелотт Линзенхофф и Piaff | СССР · Елена Петушкова и Пепел · Иван Кизимов и Ихор · Иван Калита и Абсент | Швейцария · Анри Шаммартен и Wolfdietrich · Марианне Госсвайлер и Stephan · Густав Фишер и Wald |
| Троеборье Личное первенство    | Жан-Жак Гиён и Pitou Франция                                                        | Дерек Оллхьюзен и Lochinvar Великобритания                                  | Майкл Пэйдж и Foster США                                                                        |
| Троеборье Командное первенство | Великобритания · Дерек Оллхьюзен · Ричард Мид · Рюбен Джоунс                        | США · Майкл Пэйдж · Джеймс Уоффорд · Майкл Пламб                            | Австралия · Уэйн Ройкрофт · Брайен Кобкрофт · Билл Ройкрофт                                     |
| Конкур Личное первенство       | Уильям Стейнкраус и Snowbound США                                                   | Марион Коакс и Stroller Великобритания                                      | Дэвид Брум и Mr. Softee Великобритания                                                          |
| Конкур Командное первенство    | Канада · Джеймс Дэй · Томас Гейфорд · Джим Элдер                                    | Франция · Жан-Марсель Розье · Жану Лефевр · Пьер-Жонкьер Д’Ориола           | ФРГ · Херман Шридде · Альвин Шокемёле · Ханс Гюнтер Винклер                                     |